# Janov, Rakovník
Janov là một làng thuộc huyện Rakovník, vùng Středočeský, Cộng hòa Séc.